# منتخب كندا تحت 19 سنة للكريكت
منتخب كندا تحت 19 سنة للكريكت (بالإنجليزية: Canada national under-19 cricket team)‏ هو الممثل لكندا  في المنافسات الدولية في الكريكت
.